# 케빈 에이어스

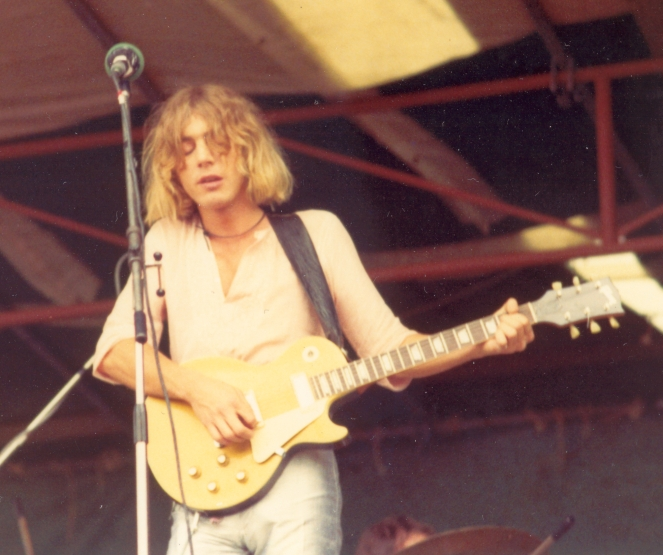

케빈 에이어스 (1944년 8월 16일~2013년 2월 18일)는 영국의 싱어 송라이터로 영국 싸이키델릭 운동에 영향을 준 사람이다. 그는 소프트 머신의 창립멤버였으며 캔터베리 신의 주요 인물중 하나이다. 그는 브라이언 이노, 시드 배럿, 존 케일, 엘튼 존, 로버트 와이어트, 앤디 서머스, 마이크 올드필드, 니코 등과 협연하였으며 올리 할샐은 그의 주요 파트너였다. 마요르카 섬의 데자에서 수년간 머문 뒤 영국으로 돌아왔다가 다시 남 프랑스로 가서 지냈다.

## 솔로 이전
에이어즈는 켄트 주에서 태어났으며 아버지는 영국방송협회 프로듀서인 로완 에이어즈이다. 부모의 이혼과 어머니의 빠른 재혼으로 그는 어린시절을 말라야 연방에서 보냈다. 이렇게 열대 특유의 느슨한 분위기 속에서 성장한 그에게는 열대적인 기질이 남았다. 어른이 된 뒤에도 그는 뭔가 답답할 때마다 따듯한 곳으로 날아가서 좋은 와인과 맛있는 음식을 먹으며 스트레스를 풀곤 했다.
에이어즈는 12살때 영국으로 돌아왔다. 그가 학창생활을 보낸 곳은 캔터베리였고 그는 로버트 와이엇과 휴 호퍼가 만든 밴드인 와일드 플라워즈에 가입했다. 친구들이 그에게 가입을 권한 것은 순전히 긴 머리 때문이라고 종종 인터뷰에서 말하기도 했다. 어쨌거나 그는 곡을 쓰고 노래를 하기 시작했다.
와일드 플라워즈는 곧이어 소프트 머신으로 이름을 바꾸었다. 마이크 래틀리지와 데이빗 앨런이 가입했다. 에이어즈는 앨런이 가입한 이후 포지션을 기타에서 베이스로 바꾸었다. 에이어즈의 바리톤 목소리와 와이엇의 테너 목소리는 묘한 대조를 이루었고 록과 재즈의 자유로운 혼용은 소프트 머쉰을 독특한 밴드로 만들었다. 그들은 종종 핑크 플로이드와 함께 UFO 클럽에 서기도했다. 그들은 67년에 데뷔 싱글을 내고 68년에 1집을 발매했다. 그들은 지미 헨드릭스의 공연 오프닝을 하면서 미국시장에 이름을 알려나갔다.

## 메이저 시기
미국에서 지미 헨드릭스와 공연을 너무 밀도있게 한 나머지 에이어즈는 자신의 베이스를 노엘 레딩(지미 헨드릭스 밴드의)에게 팔아버리곤 데이빗 앨런과 함께 이비사섬으로 날아가 쉬었다. 거기서 쓴 곡들은 이후 그의 첫번째 솔로 앨범이 된다. 당시 갓 설립된 하베스트 레이블에서 발매되었다. 1집 Joy of a Toy는 케빈 에이어즈의 밝고 즐거운 사운드가 잘 녹아들어간 앨범이었다. 소프트 머신의 친구들이 녹음을 도와주었다. 1집 세션 도중에 녹음한 곡 Religious Experience는 시드 배럿이 기타/보컬로 참여해주었다. 이 곡은 바렛이 자신의 공연에서도 종종 부르곤 했다. 에이어즈는 71년, 72년 공의 영국 공연때 투어를 도와주었고 마찬가지로 에이어즈가 프랑스에서 공연할 때 공 (밴드)의 스티브 힐리지가 연주에 참여해주었다.
2집 Shooting at the Moon은 자신이 밴드 호울 월드(The Whole World)의 명의로 나왔다. 어린 마이크 올드필드 가 베이스였고 키보드는 데이빗 베드포드, 색서폰은 롤 콕스힐 등이 참여했다. 에이어즈는 아방한 연주곡 자잘한 장난들이 가득한 곡들로 앨범을 채웠다. 호울 월드는 공연을 다녔지만 에이어즈가 긴 투어에 적절하지 않은 인물이었기 때문에 밴드는 금방 해산했다. 하지만 그들은 자유롭게 에이어즈의 다음 앨범 Whatevershebringswesing의 녹음에 참여했다. 그의 최고작으로 꼽히곤 하는 음반이다.
4집 Bananamour는 그의 앨범중 가장 대중적인 편이었다. Shouting in a Bucket Blues같은 가벼운 싱글이 포함되어 있다. 74년 에이어즈는 친구들과 함께하는 무대를 많이 만들었는데 그중 하나는 레이디 준과 함께 만든 Lady June's Linguistic Leprosy였다. 레이디 준의 낭송에 브라이언 이노 와 핍 파일 등이 음악을 보탠 것이다.
에이어즈는 좀 더 상업적인 아일랜드 레이블로 옮겨서 당시 돈으로는 3.2만 파운드가 들어간 The Confessions of Dr. Dream and Other Stories를 만들었다. 이 앨범을 작업하면서 그는 이후 20년 음악동지가 될 올리 할샐을 만난다. 올리는 프로그 밴드 파토(Patto)의 기타였다.
에이어즈는 존 케일, 니코 (가수), 브라이언 이노 마이크 올드필드 등과 함께 레인보우 씨어터에서 공연을 했고 이것은 June 1, 1974라는 이름의 앨범으로 묶여나왔다. 큰 공연을 앞두고 태평하게 자고있는 케빈 에이어즈를 본 존 케일은 그때의 기분을 Guts라는 곡에 담아내기도 했다.
76년 다시 하베스트 레이블로 돌아온 그는 Yes We Have No Mañanas를 낸다. 더욱 상업적으로 만들고자 했던 앨범으로 BJ 콜과 줏 머니가 참여해주었다. B사이드 모음집 Odd Ditties도 하베스트에서 발매되었다.

## 마이너 시기
그는 잠시 음악계에서 도망나와 따듯한 곳에서 지내면서 약물에 의존하기도 했다. 83년의 Diamond Jack and the Queen of Pain 앨범은 낮은 평가를 받았다. 그는 친구관계도 음악도 모두 엉망이었다고 이 시기를 회고한 바 있다. 이후 88년의 Falling Up은 그런대로 호평이었다. 그는 마이크 올드필드의 싱글 Flying Start에 보컬로 참여해주었다.
이후 그는 페어그라운드 어트랙션과 어쿠스틱 앨범 Still Life with Guitar를 만들 때까지 잠적했다. 92년 유럽투어를 돈 이후 음악적 파트너인 올리 할샐이 심장마비로 사망했다. 이후 그는 울트라마린Ultramarine이나 위저드 오브 트위들리 Wizards of Twiddly 등을 백밴드삼아 몇차례 공연을 했다.
90년대 후반까지 에이어즈는 프랑스 남부의 은둔자로 살았다. 동네에서 만난 미국 음악가 티모시 셰퍼드와 친구가 되었다. 셰퍼드의 집에서 연주를 들려주던 에이어즈는 셰퍼드의 응원에 힘입어 몇곡 녹음을 했다.
그들은 미국으로 날아가서 녹음을 하기 시작했고 우연히 연결된 후배 브릿팝 밴드들과 옛 캔터베리 친구들의 도움을 받아 새 앨범 The Unfairground를 07년에 발매했다. 이 오랜만의 컴백앨범은 평단의 높은 평가를 받았다.
에이어즈는 2013년 2월 18일 프랑스의 몽톨리외에서 68세로 죽었다.

## 음반 목록
- The Soft Machine	ABC/Probe	Dec 1968
- Joy of a Toy	Harvest	Nov 1969
- Shooting at the Moon	Harvest	Oct 1970
- Whatevershebringswesing	Harvest	Nov 1971
- Bananamour	Harvest	May 1973

- The Confessions of Dr. Dream and Other Stories	Island	May 1974
- June 1, 1974 (with Nico, John Cale and Brian Eno)	Island	Jun 1974
- Lady June's Linguistic Leprosy (with Lady June and Brian Eno)	Caroline/Virgin	Nov 1974
- Sweet Deceiver	Island	Mar 1975
- Yes We Have No Mañanas (So Get Your Mañanas Today)	Harvest	Jun 1976
- Rainbow Takeaway	Harvest	Apr 1978
- That's What You Get Babe	Harvest	Feb 1980

- Diamond Jack and the Queen of Pain	Charly	Jun 1983
- Deià...Vu	Blau	Mar 1984
- As Close As You Think	Illuminated	Jun 1986
- Falling Up	Virgin	Feb 1988
- Still Life with Guitar	FNAC	January 1992
- The Unfairground	LO-MAX	September 2007